# Фогель, Майк
Майк Фо́гель (англ. Mike Vogel; род. 17 июля 1979) — американский актёр, наиболее известный по ролям доктора Криса Делео в сериале «Больница Майами», Дина в сериале «Пан Американ», Зака Шелби в сериале «Мотель Бейтс» и Дейла «Барби» Барбары в триллере «Под куполом». Также Фогель снялся во многих известных картинах, таких как «Техасская резня бензопилой», «Посейдон», «Монстро», «Слишком крута для тебя», «Сколько у тебя?», «Прислуга».

## Ранние годы
Майк родился Абингтоне, штат Пенсильвания, вырос в Уорминстере. У него есть младшие брат и сестра — Дэниэл Аарон и Кристин; оба его деда участвовали в Второй мировой войне, один из которых был командующий танковыми войсками в Арденнской операции, а другой служил на флоте. В юношестве Майк учился в школе «William Tennent High», где посещал занятия по борьбе, а также увлекался музыкой.

## Карьера

### Ранний этап
В начале 2000-х годов часто ездил в Нью-Йорк на прослушивания на роли в кино и кастинги модельного бизнеса. Первые крупные работы — реклама для фирмы «Levi’s». Обучался в актёрской школе Линнет Шулдон в Нью-Йорке. Вскоре Фогель получает роль второго плана с периодическими появлениями с 2001 по 2004 годы в ситкоме «Основа для жизни» — ударник Дин Перамотти встречался с Лили в исполнении актрисы Линси Бартильсон, пока девушка не изменила ему с другим молодым человеком.
Дебютом в кино стала роль в фильме о скейтбордистах «Скейтбордисты», выпущенная 16 августа 2003 года, где его коллегами стали Адам Броди и Дженнифер Моррисон — тогда же состоялась премьера клипа на песню-саундтрек «Too Bad About Your Girl» в исполнении группы The Donnas, где Фогель сыграл своего персонажа из фильма. Следующий проект — телевизионный проект «Грозовой перевал», осовремененная молодёжная версия классического романа Эмили Бронте для канала MTV, премьера которого состоялась в сентябре 2003 года. Партнёршей Фогеля стала актриса Эрика Кристенсен, вместе с которой он записал песню-саундтрек «I Will Crumble». Существует также версия в сольном исполнения Фогеля; кроме того, для фильма Майк записал ещё несколько песен «More», «If It Ain’t Broke (Break It)» и «Shine». Последней ролью Майка в 2003 году стал ремейк культового фильма ужасов «Техасская резня бензопилой», где актёру досталась роль второго плана, молодого человека по имени Энди, погибшего от рук маньяка по прозвищу Кожаное лицо — мировые сборы картины составили $107 миллионов при бюджете 9,5.

### Карьерный рост

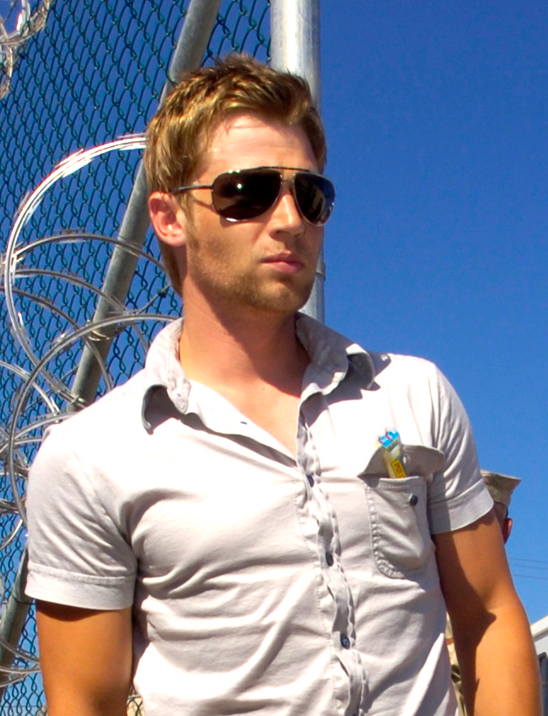
Майк Фогель, 2008 год

В 2005 году — к тому времени Фогель снялся в 15 эпизодах сериала — шоу «Основа для жизни» закрывают, и год становится плодотворным на четыре кинороли. Сначала он появился в роли Эрика Римана, возлюбленного героини Блейк Лайвли, в летней романтической комедии «Джинсы-талисман». Затем последовала роль в малобюджетной картине «Суперкросс», релиз которой в кинотеатрах состоялся в августе того года. Майк также снялся в жёсткой молодёжной драме «Крэйзи» режиссёра-документалистки, обладательницы премии «Оскар», Барбары Коппл. В фильме Фогель сыграл Тоби, парня героини Энн Хэтэуэй — хотя картина была отснята ещё в 2003 году, лишь в ноябре 2005 года, минуя кинотеатры, картина получила релиз на видео-носителях. Наконец в романтической комедии «Ходят слухи» с Дженнифер Энистон в главной роли Фогелю досталась эпизодическая роль сына персонажа Кевина Костнера.
В 2006 году актёр получил роль Кристиана в блокбастере о крушении лайнера, картине «Посейдон», ремейке фильма «Приключение «Посейдона»» 1972 года. При бюджете в $160 миллионов картина собрала в международном прокате $181 миллион. Интересно, что актёр отказался от роли Ангела в заключительной части трилогии «Люди X», чтобы сыграть в «Посейдоне». Затем последовала роль Дэнни в романтической комедии «Кофейня» и контракт на участие в фильме ужасов «Разрытые могилы», съёмки которого проходили в Испании.
В 2007 году актёр появился в главной роли в независимом мистическом триллере «Смерти Иэна Стоуна» в рамках программы «8 Films To Die For» фестиваля «After Dark Horrorfest Of 2007». Дастин Патмен с ресурса «dp» отметил, что от Фогеля в этом триллере «невозможно отвести глаз», хотя «сама картина сплошь усеяна сюжетными дырами». В 2008 году на экраны мира выходит амбициозный проект-катастрофа под названием «Монстро», снятый в стиле найденных хроник автором культового сериала «Остаться в живых», Джей. Джей. Абрамсом при бюджете $25 миллионов фильм собрал в прокате $171 миллион. В 2009 году снялся в триллере «Напротив по коридору», снятом в стиле нео-нуара, а картина «Разрытые могилы» выходит на канале Syfy 19 сентября, а затем компания «Lionsgate» выпускает фильм на DVD 23 февраля 2010 года. В 2010 году он появляется в картинах «Слишком крута для тебя» и «Валентинка», где исполнил роли второго плана, а в картине «Дождь милосердия» исполнил главную роль — релиз назначен на 2014 год. Хотя картина ещё не дошла до зрителей, критики уже отметили игру Фогеля: «Отточенная игра привлекательного Майка Фогеля достигает своего эмоционального пика! Игра Фогеля и Мэнниг буквально окрыляет эту тяжёлую постановку», — так отозвался обозреватель «Los Angeles Times» Гэри Голдштейн о работе актёра над картиной. Эрнест Харди из «LA Weekly» назвал игру актёра в «Дожде» «фантастической, особенно если учесть, каким „плоским“ кажется персонаж на бумаге».

### Поздние работы
В 2011 году Майк получает роли в основном составе двух праймтайм-сериалов — драмы канала ABC под названием «Пан Американ» о трудовых буднях американских стюардесс и пилотов и медицинской драмы «Больница Майами» на канале CBS, однако оба шоу закрыли, не окончив телевизионный сезон. Кроме того актёр снимается в эпизодических ролях в двух известных картинах — романтической комедии «Сколько у тебя?», где сыграл бывшего возлюбленного взбалмошной героини Анны Фэрис, и ретро-драме «Прислуга», получившей множество различных кино-наград за работу актёрского ансамбля картины, в том числе премии «Оскар», «Золотой глобус» и «BAFTA».
18 марта 2013 года состоялась премьера телесериала «Мотель Бейтс» канала A&E, осовремененной предысторией классического триллера «Психо» Альфреда Хичкока 1960 года — в сериале Фогель сыграл роль помощника шерифа Зака Шелби. Сюжет построен таким образом, что до развязки сюжетной линии героя в середине сезона, зрители не знают, является Шелби положительным или отрицательным персонажем.
С 2013 по 2015 год исполнял главную роль Дейла «Барби» Барбары в телесериале «Под куполом» по роману Стивена Кинга — второй сезон вышел в эфир 30 июня 2014 года, третий сезон вышел в эфир 25 июня 2015 года.
Один из последних проектов Майка — романтический фильм Зала славы «Hallmark» под названием «В моих мечтах», где его партнёршами стали Кэтрин Макфи и Джобет Уилльямс. Премьера фильма состоялась 20 апреля 2014 года. Сейчас Фогель готовится к съёмкам в главной роли в мини-сериале «Конец детства».

## Личная жизнь
С января 2003 года женат на бывшей модели Кортни Фогель. Старшая дочь, Кэсси Рене Фогель родилась 20 февраля 2007 года, вторая дочь Шарли Б. Фогель — 2 июня 2009 года. В сентябре 2013 года у пары родился сын — Гэбриель Джеймс Фогель. Семья проживает в Остине, штат Техас. Также у пары есть две собаки породы мопс — Орландо и Оливия.
Ресурс BuddyTV поставил актёра на 96-е место в своём списке «Самых сексуальных мужчин телевидения в 2011 году».

## Фильмография

### Кино
| Кино | Кино                       | Кино                                  | Кино               | Кино               |
| Год  | Фильм                      | Оригинальное название                 | Роль               | Примечания         |
| ---- | -------------------------- | ------------------------------------- | ------------------ | ------------------ |
| 2021 | Коллекторы: Противостояние | Collection                            | Росс               | роль второго плана |
| 2020 | Остров фантазий            | Fantasy Island                        | Лейтенант Салливан | роль второго плана |
| 2019 | Тайная одержимость         | Secret Obsession                      | Рассел             | главная роль       |
| 2018 | Поправка                   | The Amendment                         | Брукс Дугласс      | главная роль       |
| 2017 | Битва полов                | Battle Of The Sexes                   | Майлз              | эпизодическая роль |
| 2017 | Христос под следствием     | The Case For Christ                   | Ли Стробел         | главная роль       |
| 2016 | Дикарь                     | Wild Man                              | Брок               |                    |
| 2015 | Мальчишка                  | The Boy                               | Отец               | эпизодическая роль |
| 2013 | Джейк в квадрате           | Jake Squared                          | Джейк              | роль второго плана |
| 2013 | МакКаник                   | McCanick                              | Флойд Интратор     | роль второго плана |
| 2011 | Дождь милосердия           | Heaven’s Rain                         | Брукс Дугласс      | главная роль       |
| 2011 | Сколько у тебя?            | What’s Your Number?                   | Дэйв Хэнсон        | эпизодическая роль |
| 2011 | Прислуга                   | The Help                              | Джонни Фут         | роль второго плана |
| 2010 | Валентинка                 | Blue Valentine                        | Бобби              | роль второго плана |
| 2010 | Слишком крута для тебя     | She’s Out Of My League                | Джек               | роль второго плана |
| 2009 | Разрытые могилы            | Open Graves                           | Джейсон            | главная роль       |
| 2009 | Напротив по коридору       | Across The Hall                       | Джулиан            | главная роль       |
| 2008 | Монстро                    | Cloverfield                           | Джейсон Хоукинс    | роль второго плана |
| 2007 | Смерти Иэна Стоуна         | The Deaths Of Ian Stone               | Иэн Стоун          | главная роль       |
| 2006 | Кофейня                    | Caffeine                              | Дэнни              | роль второго плана |
| 2006 | Посейдон                   | Poseidon                              | Кристиан           | роль второго плана |
| 2005 | Ходят слухи                | Rumor Has It                          | Блэйк Берроуз      | эпизодическая роль |
| 2005 | Крэйзи                     | Havoc                                 | Тоби               | роль второго плана |
| 2005 | Суперкросс                 | Supercross                            | Трип Карлайл       | роль второго плана |
| 2005 | Джинсы-талисман            | The Sisterhood Of The Traveling Pants | Эрик               | роль второго плана |
| 2003 | Техасская резня бензопилой | The Texas Chainsaw Massacre           | Энди               | роль второго плана |
| 2003 | Скейтбордисты              | Grind                                 | Эрик Риверс        | главная роль       |

### Телевидение
| Телевидение | Телевидение                                | Телевидение                     | Телевидение               | Телевидение         |
| Год         | Фильм                                      | Оригинальное название           | Роль                      | Примечания          |
| ----------- | ------------------------------------------ | ------------------------------- | ------------------------- | ------------------- |
| 2021        | Американская история ужасов: Двойной сеанс | American Horror: Double Feature | Джон Ф. Кеннеди           | 2 эпизода           |
| 2021        | Секс/жизнь                                 | Sex/Life                        | Купер Коннелли            | главная роль        |
| 2017        | Отважные                                   | The Brave                       | Адам Далтон               | 13 эпизодов         |
| 2015        | Конец детства                              | Childhood’s End                 | Рики Стормгрен            | мини-сериал         |
| 2014        | В моих мечтах                              | In My Dreams                    | Ник Смит                  | телевизионный фильм |
| 2013—2015   | Под куполом                                | Under The Dome                  | Дейл «Барби» Барбара      | 39 эпизодов         |
| 2013        | Мотель Бейтс                               | Bates Motel                     | Помощник шерифа Зак Шелби | 7 эпизодов          |
| 2012        | Заряженные жизнью                          | Living Loaded                   | Дэн                       | телевизионный пилот |
| 2011        | Пан Американ                               | Pan Am                          | Дин                       | 14 эпизодов         |
| 2011        | Больница Майами                            | Miami Medical                   | Доктор Крис ДэЛео         | 13 эпизодов         |
| 2009        | Эмпайер-Стейт                              | Empire State                    | Сэм Кохран                | телевизионный фильм |
| 2003        | Грозовой перевал                           | Wuthering Heights               | Хит                       | телевизионный фильм |
| 2001—2004   | Основа для жизни                           | Grounded For Life               | Дин Пираматти             | 15 эпизодов         |

## Дискография
| «More»                          | вместе с Эрикой Кристенсен | Эндрю Элдритч и Джим Стайнмен |
| «If It Ain’t Broken (Break It)» | вместе с Эрикой Кристенсен | Джим Стайнмен                 |
| «Shine»                         | сольное исполнение         | Хьюитт Хантворк               |
| «I Will Crumble»                | вместе с Эрикой Кристенсен | Хьюитт Хантворк               |

## Награды
| Год                                       | Номинация                                | Работа     | Результат |
| ----------------------------------------- | ---------------------------------------- | ---------- | --------- |
| Broadcast Film Critics Association Awards |                                          |            |           |
| 2012                                      | Лучший ансамбль                          | «Прислуга» | Победа    |
| COFCA Award                               |                                          |            |           |
| 2012                                      | Лучший ансамбль                          | «Прислуга» | Номинация |
| Национальный совет кинокритиков США       |                                          |            |           |
| 2011                                      | Лучший ансамбль                          | «Прислуга» | Победа    |
| Спутник                                   |                                          |            |           |
| 2011                                      | Лучший ансамбль                          | «Прислуга» | Победа    |
| Премия Гильдии киноактёров США            |                                          |            |           |
| 2012                                      | Выдающееся исполнение актёрского состава | «Прислуга» | Победа    |
| Southeastern Film Critics Association     |                                          |            |           |
| 2011                                      | Лучший ансамбль                          | «Прислуга» | Победа    |